# Hot Milk (film, 2025)
Pour les articles homonymes, voir Hot Milk.
Pour plus de détails, voir Fiche technique et Distribution.
Hot Milk est un film britannique écrit et réalisé par Rebecca Lenkiewicz, sorti en 2025. Il est présenté en compétition officielle à la Berlinale 2025.
Il s'agit d'une adaptation du roman du même titre de Deborah Levy, paru en 2016.

## Synopsis
Sofia et Rose, sa mère souffrante, se rendent dans la ville côtière espagnole d’Almería pour consulter le Dr Gómez, un guérisseur qui pourrait détenir la clé de la mystérieuse maladie qui accable Rose. Tandis que des tensions refont surface, Sofia se retrouve attirée par l’envoûtante Ingrid.

## Fiche technique
Sauf indication contraire, les informations mentionnées dans cette section peuvent être confirmées par les bases de données cinématographiques IMDb, Allociné et MUBI,  présentes dans la section « Liens externes ».
- Titre original : Hot Milk
- Réalisation et scénario : Rebecca Lenkiewicz
- Direction artistique : Lisa Tsouloupa
- Décors : Andrey Ponkratov
- Costumes : Sophie O'Neill
- Photographie : Si Bell
- Montage : Mark Towns
- Musique : Matthew Herbert
- Production : Kate Glover, Giorgos Kanavas, Christine Langan
- Langue originale : anglais
- Genre : drame
- Durée : 92 minutes
- Dates de sortie :
  - Allemagne : 14 février 2025 (Berlinale)
  - France : 28 mai 2025

## Distribution
- Emma Mackey : Sofia
- Fiona Shaw : Rose
- Vicky Krieps : Ingrid
- Vincent Perez : Dr. Gomez
- Patsy Ferran : Julieta
- Yann Gael : Matty
- Vangelis Mourikis : Christos

## Nominations
- Berlinale 2025 : sélection officielle, en compétition